# Andriej Kursanow
Andriej Lwowicz Kursanow (ros. Андрей Львович Курсанов; ur. 26 października?/8 listopada 1902 w Moskwie, zm. 20 września 1999 tamże) – rosyjski fizjolog i biochemik. Od 1929 wykładowca Moskiewskiej Akademii Rolniczej im. Klimienta Timiriaziewa.
Od 1944 profesor Uniwersytetu Moskiewskiego, dyrektor Instytutu Fizjologii Roślin (od 1952), członek Akademii Nauk ZSRR (od 1946) i Polskiej Akademii Nauk (od 1966).
Prowadził badania nad przemianą materii u roślin, asymilacją dwutlenku węgla i enzymologią. Główna praca: „Znaczone atomy w nauce o żywieniu roślin” (1954).
Zmarł 20 września 1999 roku w wieku 97 lat. Został pochowany na Cmentarzu Nowodziewiczym w Moskwie.

## Nagrody i odznaczenia
- Bohater Pracy Socjalistycznej (1969)[3]
- Cztery Ordery Lenina (1953, 1966, 1972, 1975)[3]
- Order Rewolucji Październikowej (1982)[3]
- Dwa Ordery Czerwonego Sztandaru Pracy (1945, 1962)[2]